# Vincent Lau Wan-yau
Vincent Lau Wan-yau, né le 23 septembre 1996, est un coureur cycliste hongkongais.

## Biographie
En plus de sa carrière sportive, Vincent Lau Wan-yau étudie l'éducation pour la santé à l'Université d'éducation de Hong Kong. 
En 2014, il termine troisième du championnat de Hong Kong du contre-la-montre juniors (moins de 19 ans). L'année suivante, il devient vice-champion national du scratch. Il intègre ensuite l'équipe continentale HKSI en 2016. Bon grimpeur, il se classe notamment huitième du Tour de Corée et onzième du Tour de Quanzhou Bay en 2017. Il finit par ailleurs sixième du championnat d'Asie sur route espoirs en février 2018. En fin d'année, il représente Hong Kong aux championnats du monde sur route. Aux championnats d'Asie de 2019, il fait partie de l'équipe de Hong Kong qui remporte la médaille de bronze du contre-la-montre par équipes.
Lors de la saison 2022, il se distingue en devenant triple champion de Hong Kong, dans la course sur route, le contre-la-montre et la poursuite individuelle. Il représente par ailleurs son pays aux championnats du monde de Wollongong, où il se classe trente-huitième de l'épreuve chronométrée. 
En 2023, il décroche un nouveau titre de champion national dans l'effort solitaire. Il brille aussi au niveau international en terminant troisième du contre-la-montre des Jeux asiatiques, ou encore huitième du championnat d'Asie sur route. 
Hors d'Asie, il apparaît pour la première fois en 2024 sur quelques courses plus petites en Belgique et en France pour préparer la course sur route olympique, dont il est le représentant de Hong Kong. Au milieu de l'année, il rejoint l'équipe thaïlandaise Roojai Insurance.

## Palmarès sur route

### Par année
- 2014
  - 3e du championnat de Hong Kong du contre-la-montre juniors
- 2018
  - 2e du championnat de Hong Kong sur route
  - 3e du championnat de Hong Kong du contre-la-montre
- 2019
  -  Médaillé de bronze du championnat d'Asie du contre-la-montre par équipes
- 2022
  -  Champion de Hong Kong sur route
  -  Champion de Hong Kong du contre-la-montre
- 2023
  -  Champion de Hong Kong du contre-la-montre
  -  Médaillé de bronze du contre-la-montre aux Jeux asiatiques
  - 8e du championnat d'Asie sur route
- 2024
  -  Champion de Hong Kong du contre-la-montre
  -  Médaillé de bronze du championnat d'Asie du contre-la-montre par équipes mixte
- 2025
  - 2e du championnat de Hong Kong du contre-la-montre
  -  Médaillé de bronze du championnat d'Asie du contre-la-montre par équipes mixte

### Classements mondiaux
| Année                                 | 2017  | 2018 | 2019  | 2020  | 2021 | 2022 | 2023 | 2024 |
| ------------------------------------- | ----- | ---- | ----- | ----- | ---- | ---- | ---- | ---- |
| Classement mondial                    | 1404e | 577e | 1299e | 1561e | nc   | 712e | 437e | 891e |
| UCI Asia Tour                         | 226e  | 43e  | 84e   | 112e  | nc   | 34e  | 23e  | 47e  |
|                                       |       |      |       |       |      |      |      |      |
| Légende : nc = non classéSource : UCI |       |      |       |       |      |      |      |      |

## Palmarès sur piste

### Championnats nationaux
- 2015
  - 2e du championnat de Hong Kong du scratch
- 2022
  -  Champion de Hong Kong de poursuite